# It Came from Beneath the Sea
It Came from Beneath the Sea (översatt: "Den Kom från Under Havet") är en amerikansk jättemonster-, skräck- och science fiction-film från 1955, producerad av Sam Katzman och Charles Schneer för Columbia Pictures, efter ett manuskrift av George Worthing Yates. Filmen regisserades av Robert Gordon och innehåller skådespelare som Kenneth Tobey, Faith Domergue och Donald Curtis. Mycket av inspelningarna gjordes vid San Francisco Naval Shipyard.

## Handling
San Francisco angrips av en jättebläckfisk från Stilla havet.